# Мій хлопець повернувся
Мій хлопець повернувся (англ. My Boyfriend's Back) — американський фільм 1993 року.

## Сюжет
Міссі Макклауд є найкрасивішою дівчиною в школі, і Джонні Дінгл був закоханий в неї протягом багатьох років. Джонні дуже хотів умовити чарівну Міссі Макклауд піти на випускний бал з ним, але трагічно загинув. Однак цей інцидент не завадив Джонні спробувати завершити розпочате. Завзятий залицяльник повстає з мертвих, щоб завойювати серце Міссі.

## У ролях
- Ендрю Лоурі — Джонні
- Трейсі Лінд — Міссі Макклауд
- Денні Зорн — Едді
- Едвард Херрманн — містер Дінгл
- Мері Бет Херт — місіс Дінгл
- Джей О. Сандерс — шериф Макклауд
- Ліббі Вілларі — Камілла Макклауд
- Метью Фокс — Бак Ван Паттен
- Філіп Сеймур Гоффман — Чак Вронськи
- Пол Дулі — Великий Чак
- Остін Пендлтон — доктор Бронсон
- Меттью Мак-Конагей — хлопець у кіно